# Wrong Man's Hands
Wrong Man's Hands, troisième album de Conway Savage, enregistré sur 8-track dans une chambre de l'hôtel Union Club de Fitzroy, ville de l'État de Victoria en compagnie de musiciens des groupes The Stream : Amanda Fox et Robert Tickner. 